# Tren Turistico Arenal
| Diema-Diesellokomotive mit Personenzug |                     |                                      |                                      |
| Streckenverlauf |                     |                                      |                                      |
| Streckenlänge: | 3,6 km              |                                      |                                      |
| Spurweite: | 600 mm (Schmalspur) |                                      |                                      |
| Maximale Neigung: | 72 ‰                |                                      |                                      |
| Minimaler Radius: | 18 m                |                                      |                                      |
| |                     |                                      |                                      |
| \| \| 3,6 \| Rondorama Drehrestaurant \| Rondorama Drehrestaurant \| \| \| \| \| \| \| \| \| Spitzkehre \| \| \| \| \| Kreisviadukt (54 m) \| \| \| \| \| Ausweichstelle \| \| \| \| \| Straße \| \| \| \| \| Kurzer Tunnel (37 m) \| \| \| \| \| Romanische Brücke \| \| \| \| \| Langer Tunnel (48 m) \| \| \| \| \| Fußweg \| \| \| \| \| Hangbrücke \| \| \| \| 0,0 \| La Pequeña Helvecia Hotel Los Héroes \| La Pequeña Helvecia Hotel Los Héroes \| |                     |                                      |                                      |
| Kopfbahnhof Streckenanfang (im Tunnel) | 3,6                 | Rondorama Drehrestaurant             | Rondorama Drehrestaurant             |
| Tunnelende |                     |                                      |                                      |
| |                     | Spitzkehre                           |                                      |
| Strecke von rechts und von rechts |                     | Kreisviadukt (54 m)                  | Kreisviadukt (54 m)                  |
| |                     | Ausweichstelle                       |                                      |
| Bahnübergang |                     | Straße                               | Straße                               |
| Tunnel |                     | Kurzer Tunnel (37 m)                 | Kurzer Tunnel (37 m)                 |
| Brücke |                     | Romanische Brücke                    | Romanische Brücke                    |
| Tunnel |                     | Langer Tunnel (48 m)                 | Langer Tunnel (48 m)                 |
| Bahnübergang |                     | Fußweg                               | Fußweg                               |
| Brücke |                     | Hangbrücke                           | Hangbrücke                           |
| Kopfbahnhof Streckenende | 0,0                 | La Pequeña Helvecia Hotel Los Héroes | La Pequeña Helvecia Hotel Los Héroes |

Der Tren Turistico Arenal ist eine 3,6 Kilometer lange Schmalspurbahn mit einer Spurweite von 600 Millimetern in Nuevo Arenal im Tilarán Kanton der Provinz Guanacaste von Costa Rica.

## Geschichte
Der Schweizer Hotelier Franz Ulrich und seine Ehefrau Silena Mocanda erbauten in den 1990er Jahren rund um ihr an einem Hang am Arenal-See gelegenen Hotel Los Héroes eine Themenwelt mit schweizerischen Gebäuden. Ein geplantes Drehrestaurant nach dem Vorbild des Piz Gloria auf dem Schilthorn sollte mit einer Bergbahn erschlossen werden. Geeignetes Gleis- und Wagenmaterial konnte von einem Bauern aus Cheseaux, der sich eine Feldbahn gebaut hatte, aber in der Schweiz keine Genehmigung zum Betrieb erhalten hatte, übernommen und 1999 nach Costa Rica überführt werden. Bereits 2002 konnte ein etwa ein Kilometer langes Teilstück in Betrieb genommen werden. Bis 2005 wurde die gesamte Strecke unter Mithilfe von lediglich zwei Mitarbeitern fertiggestellt.

## Streckenverlauf

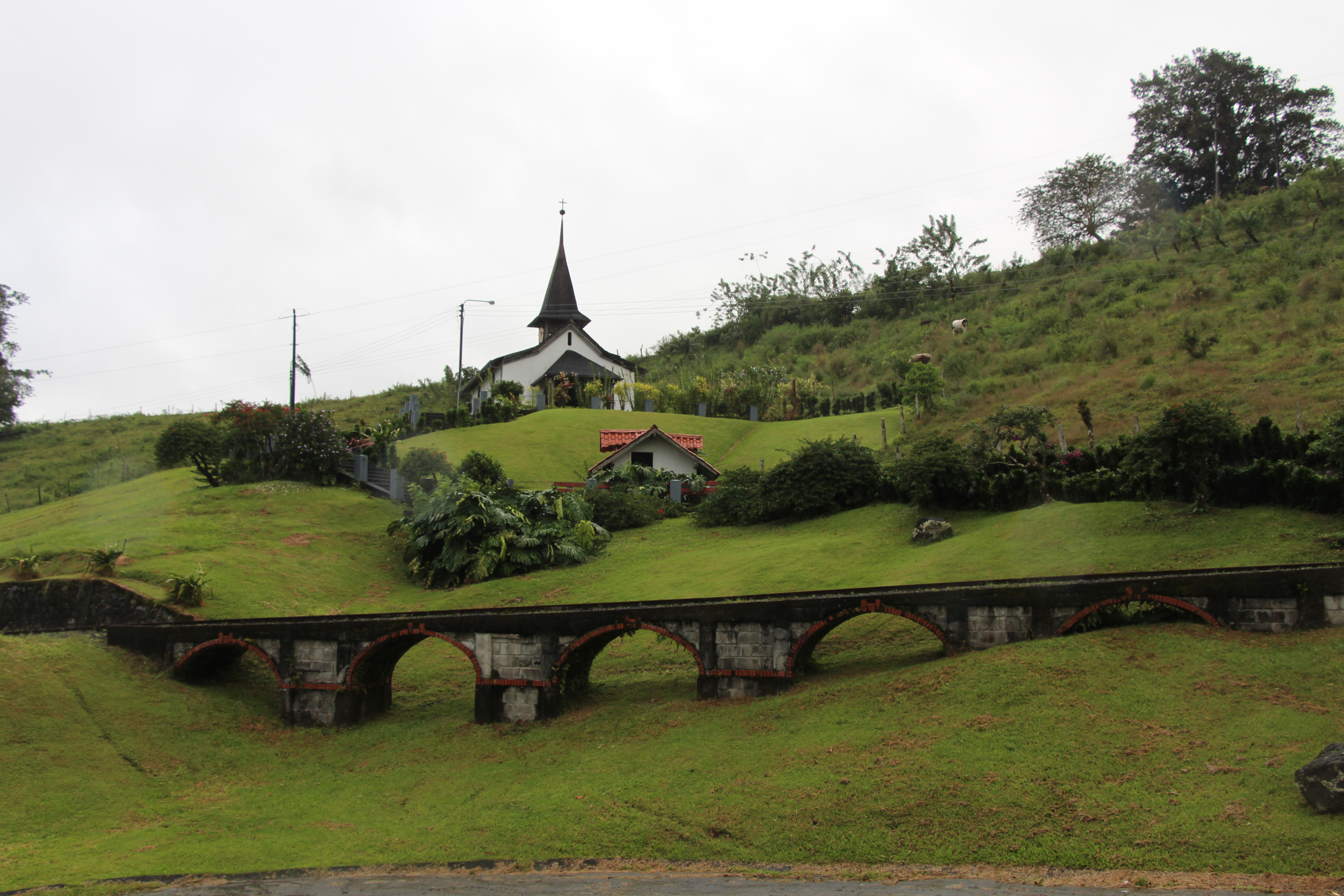
Hangbrücke

Die 3,6 Kilometer lange Strecke beginnt im Bahnhof La Pequeña Helvecia („Die Kleine Schweiz“) und überwindet mit Hilfe von vier Brücken – davon ein Kreisviadukt –, zweier Tunnel und einer Spitzkehre einen Höhenunterschied von 200 Metern. Die maximale Steigung beträgt 72 Promille.
Der erste Tunnel hat eine Länge von 48 Metern, der zweite von 37 Metern. Die 30 Meter lange Bergstation liegt – in Anlehnung an die Jungfraubahn – in einem Tunnel unterhalb des Panorama-Drehrestaurants Rondorama, das von dort über eine Treppe erreicht werden kann. Das größte Kunstbauwerk ist eine Kehrschleife auf einer 54 Meter langen zehn-bogigen Steinbrücke, die an das Schweizer Kreisviadukt von Brusio erinnert. Zudem gibt es unterhalb des Kreisviaduktes eine Ausweichstelle.

## Schienenfahrzeuge

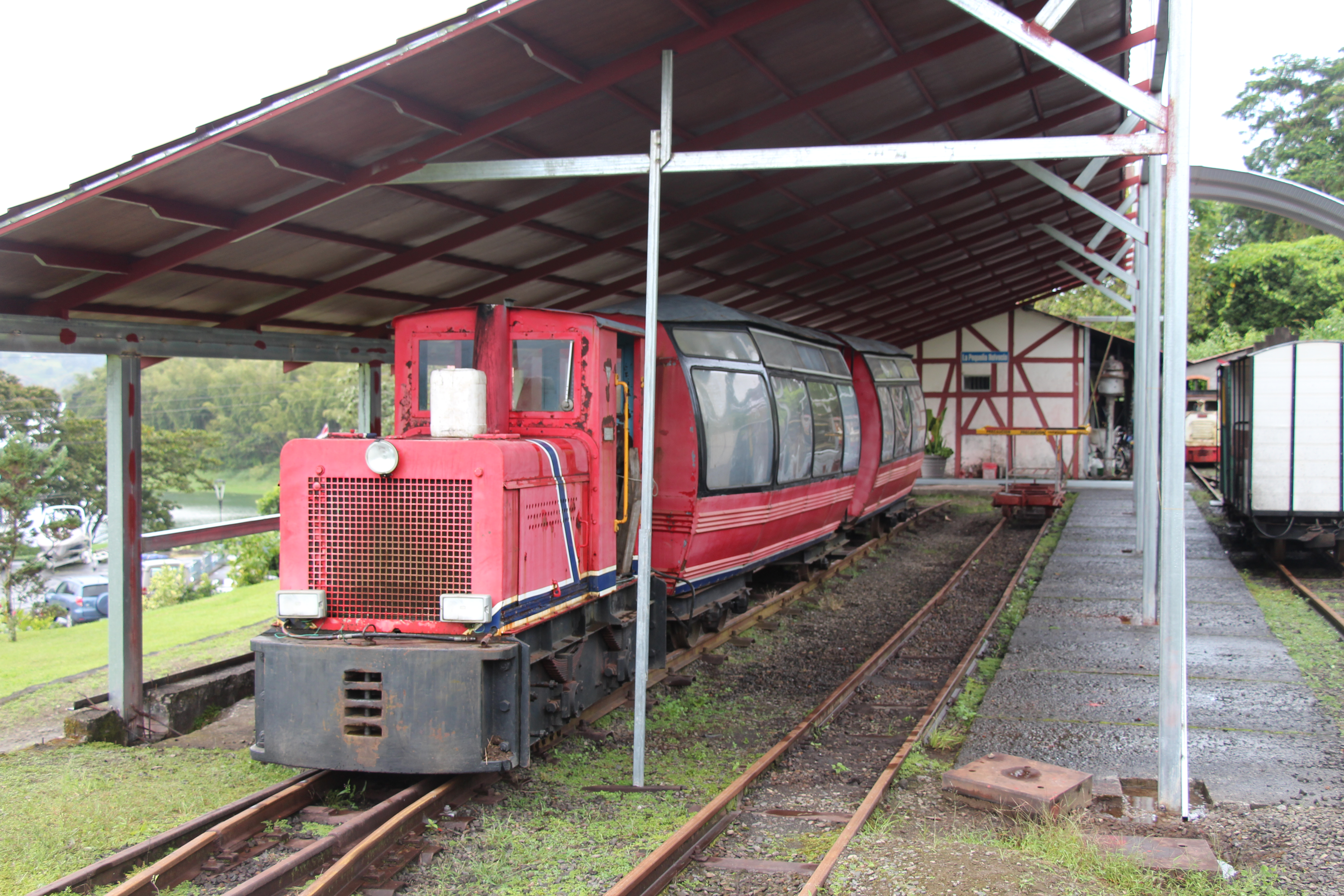
Personenzug

Es gibt drei Diesellokomotiven, davon zwei DIEMA DS 28 von 1962 und eine generalüberholte, rot lackierte Raco-Saurer Typ 1313 von 1938 mit einem C410D-Motor. Fünf grüne zweiachsige Personenwagen mit jeweils 9 Sitzplätzen und ein lokal gebauter, 14 Meter langer sechsachsiger Panoramawagen mit 30 Sitzplätzen werden für den Personenverkehr eingesetzt.

## Wichtige Besucher
Der ehemalige US-amerikanische Präsident Jimmy Carter hat die Bahnlinie feierlich eröffnet und den Panoramawagen offiziell in Betrieb genommen. Der SWR drehte für Folge 721 „El Tren a la Tica – Bahnabenteuer in Costa Rica“ seiner Fernsehsendung „Eisenbahn-Romantik“ auch beim Tren Turistico Arenal. Die Erstausstrahlung dieser Folge war im Juni 2010.